# いすゞ・アセンダー
アセンダー（Ascender）は、かつていすゞ自動車がアメリカで生産・販売していた中/大型SUVである。

## 概要
7人乗りモデルが2003年モデルイヤーから発売開始され、5人乗りモデルが2005年モデルイヤーに追加された。前者はトルーパー（日本名：ビッグホーン）の、後者はロデオ（日本名：ウィザード）およびアクシオムの後継にあたる。なお、カナダ市場からの撤退を表明していたため、アセンダーが同国で販売されることはなかった。
アセンダーはいすゞの自主開発車ではなくGMC・エンボイのOEMであり、生産はGMのオクラホマ州オクラホマシティ組立工場（7人乗り）およびオハイオ州モレーン工場（5人乗り）にて行われた。7人乗りモデルは工場閉鎖に伴い、2006年モデル限りで廃止された。
エンジンは直6 4.2LとV8 5.3Lの2種類で、後者は2005年に気筒休止機構が付けられた。
いすゞのアメリカでのライトトラック事業撤退に伴い、アセンダーの生産は2008年6月6日に終了した。